# 清水宋墓
清水宋墓，位于中国甘肃省清水县，为一个省级文物保护单位，类型为古墓葬。
清水宋墓的历史年代为宋代。